# Abies cephalonica
L'abete di Cefalonia (Abies cephalonica Loudon, 1838) è un albero della famiglia delle Pinaceae che vegeta nelle regioni meridionali della Penisola balcanica.

## Etimologia
Il nome generico Abies, utilizzato già dai latini, potrebbe, secondo un'interpretazione etimologica, derivare dalla parola greca ἄβιος = longevo. Il nome specifico cephalonica deriva dal greco Cephallenia e fa riferimento alla maggiore delle isole Ionie, che rientra nell'areale della specie.

## Descrizione

### Portamento
L'abete di Cefalonia ha un portamento conico, supera raramente i 25 m, anche se può raggiungere i 35. I rami sono disposti in verticilli regolari e i rametti sono di color bruno lucente, ravvicinati e glabri. Tra gli abeti è uno di quelli con la chioma più folta.

### Foglie
Sono lunghe 2–3 cm, aghiformi, pungenti e di colore verde brillante sulla faccia superiore; presentano due strie bianche argentate separate da una nervatura verde inferiormente. Si dispongono radialmente attorno ai rami. Le gemme sono coniche o ovoidi, rossicce e coperte di resina.

### Fiori
Gli strobili maschili, di color purpureo intenso, sono numerosi, oblunghi e disposti nella parte inferiore dei rami dell'anno precedente. I coni femminili, eretti e sessili, sono cilindrici, affusolati, lunghi 12–20 cm e larghi 4–5 cm. I semi sono rossastri, lunghi 2 cm. Fiorisce in primavera.

### Frutti
La maturazione in ottobre produce pigne erette di colore dapprima rossastro, poi bruno-giallastro, lunghe da 15 a 20 cm, spesso con tasche resinose, contenenti semi alati che si disperdono al vento per disgregazione del cono. Possiedono squame largamente romboidali, bruscamente ristrette e unguicolate alla base, rotonde superiormente con brattea terminata in punta eretta e ricurva.

### Corteccia
Di colore grigio-bruno, è liscia sulle piante giovani, mentre comincia a fessurarsi in placche allungate sui tronchi vecchi.

## Distribuzione e habitat
Predilige suoli montani calcarei e ben drenati, ad altitudini tra 700 e 1.700 m, della Grecia (Peloponneso, Cefalonia, Eubea, Epiro, Grecia Centrale, Macedonia), formando boschi puri oppure in associazione con specie del genere Quercus, o con Fagus orientalis, Castanea sativa e Pinus nigra. Gli ambienti preferiti dell'abete di Cefalonia sono molto simili a quelli che occupa l'abete bianco nel proprio areale, combinandosi spesso con esso e dando vita ad un ibrido, Abies × borisii-regis. Le condizioni climatiche preferite sono quelle del clima mediterraneo, con precipitazioni annue comprese tra i 750 e i 1.500 mm, e estremi di -25 °C.

## Tassonomia

### Sinonimi
Sono stati riportati i seguenti sinonimi:
- Abies apollinis Link
- Abies cephalonica subsp. apollinis (Link) Silba
- Abies cephalonica subsp. peloponnesiaca (Haage ex K.Koch) Silba
- Abies heterophylla K.Koch
- Abies luscombeana Loudon
- Abies reginae-amaliae Heldr.
- Picea apollinis (Link) Rauch. ex Gordon
- Picea cephalonica (Loudon) Loudon
- Picea panachaica Heldr. ex Carrière
- Pinus apollinis (Link) Antoine
- Pinus cephalonica (Loudon) Endl.

## Usi
Viene utilizzato per riforestazioni nella forma ibrida naturale con A. alba (A. borisii-regis). Nel XIX secolo da una collezione di semi provenienti da Cefalonia, gran parte di orti e giardini botanici europei ricavarono alberi dei quali attualmente sopravvivono solo pochi esemplari: la specie è infatti soggetta a contaminazione genetica causata dalla tendenza a ibridazione con altre entità del genere Abies.

## Conservazione
Nonostante si sia registrata una cospicua riduzione della popolazione negli ultimi 50 anni, a causa degli incendi boschivi, la vastità dell'areale e la sua numerosa presenza nelle località di occupanza dello stesso, fanno classificare l'abete di Cefalonia come specie non in pericolo di estinzione nella Lista rossa IUCN.

## Galleria d'immagini

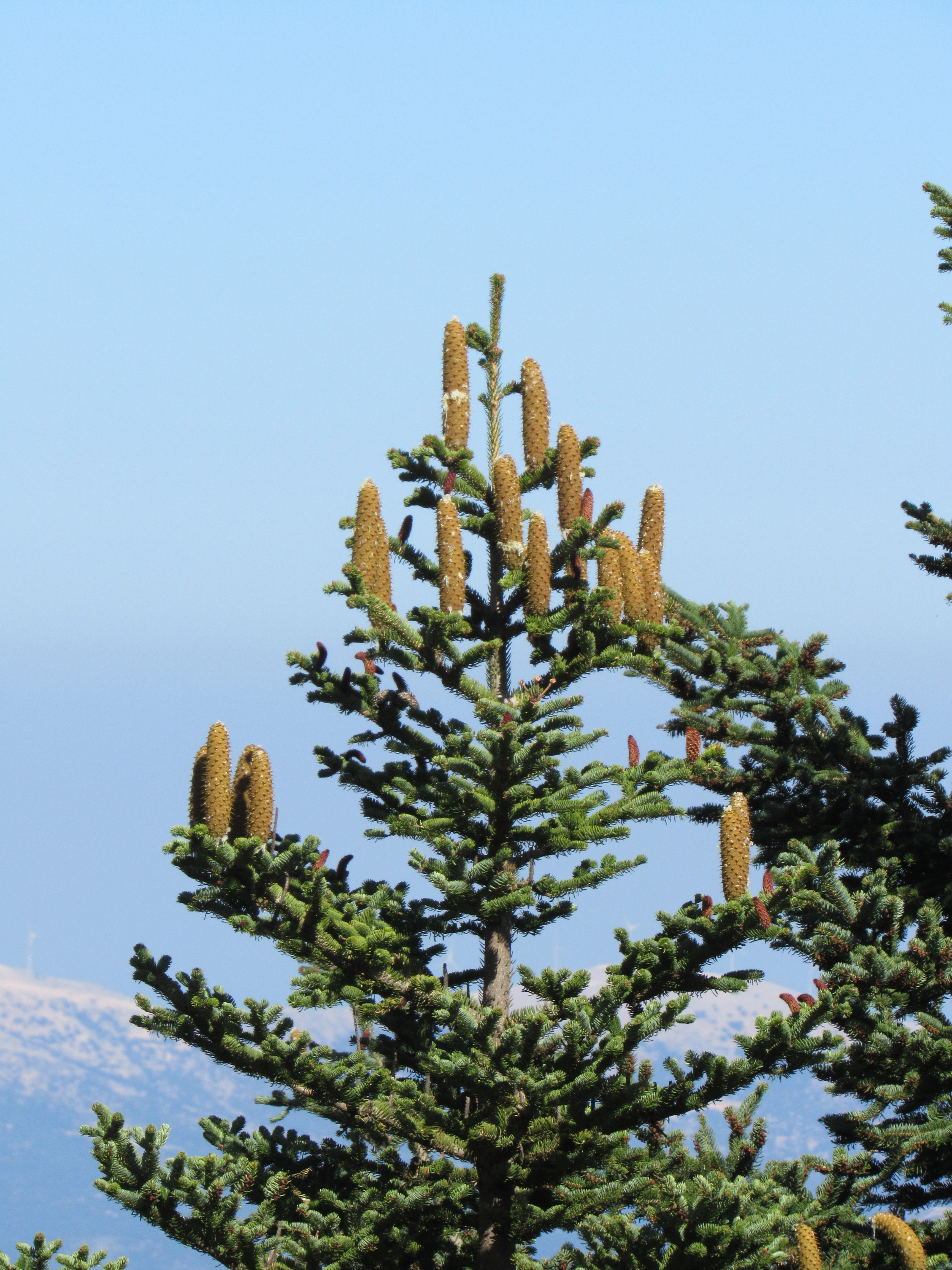
Sommità con strobili
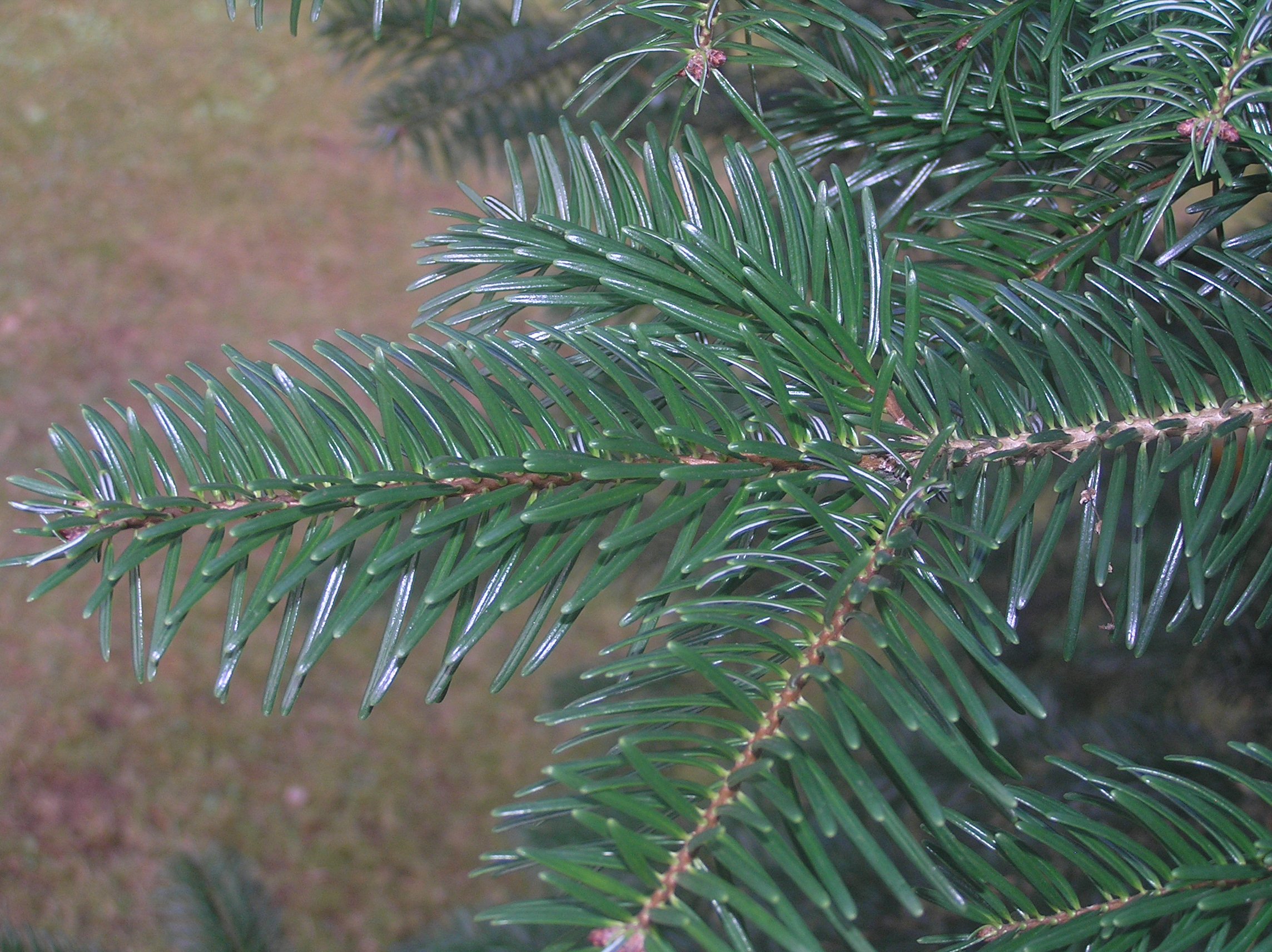
Aghi
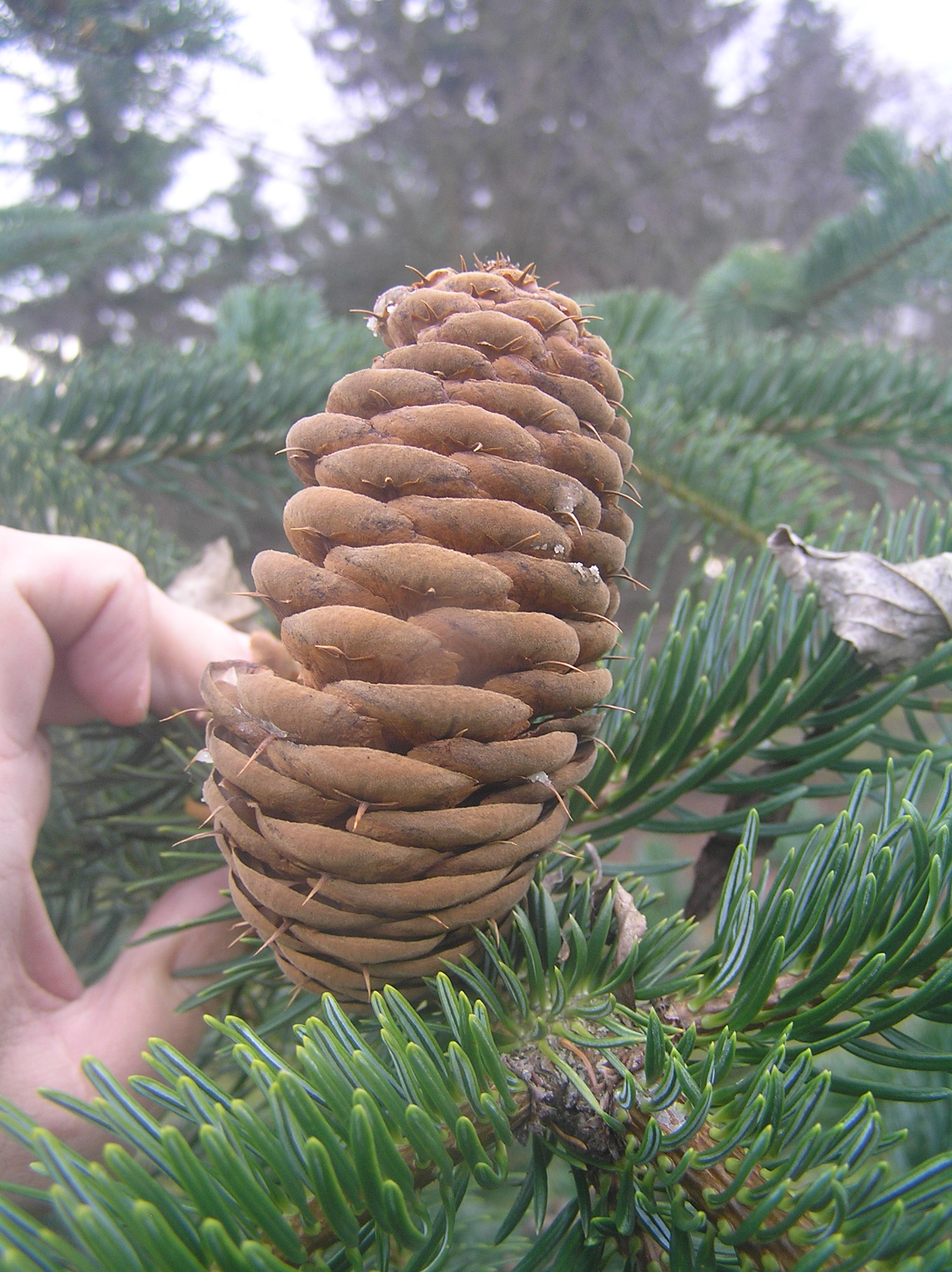
Strobili femminili
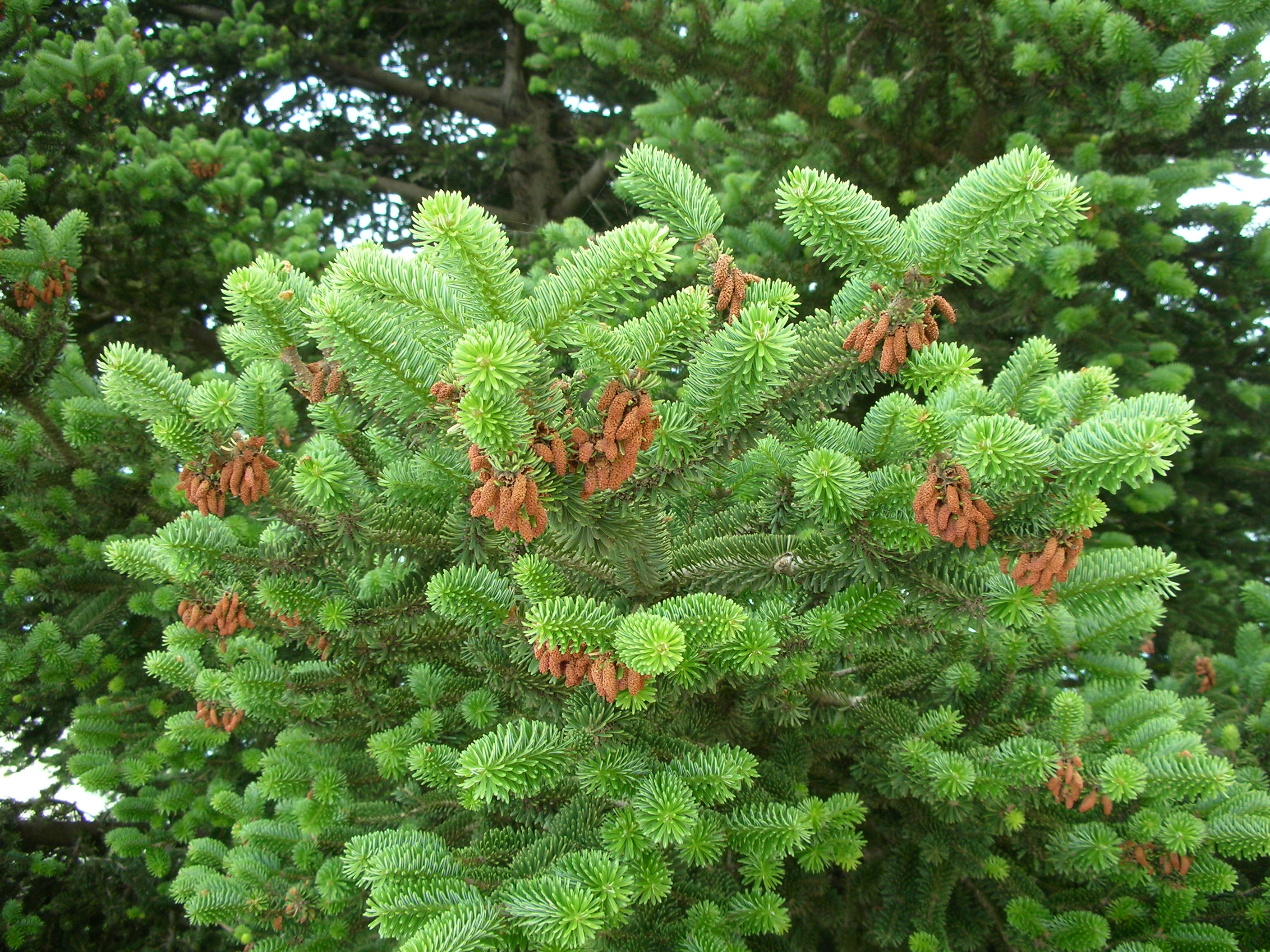
Strobili maschili
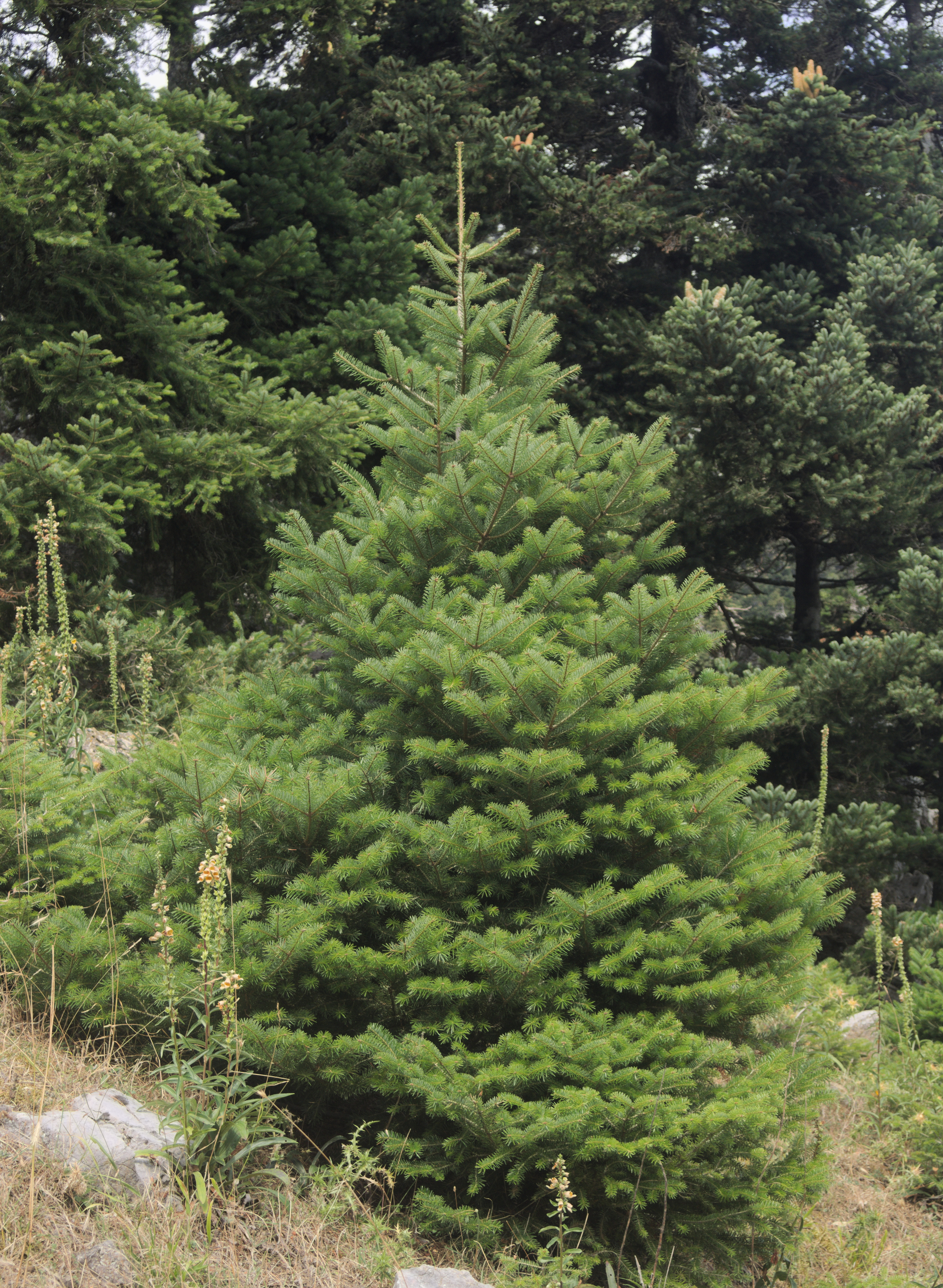
Giovane abete di Cefalonia
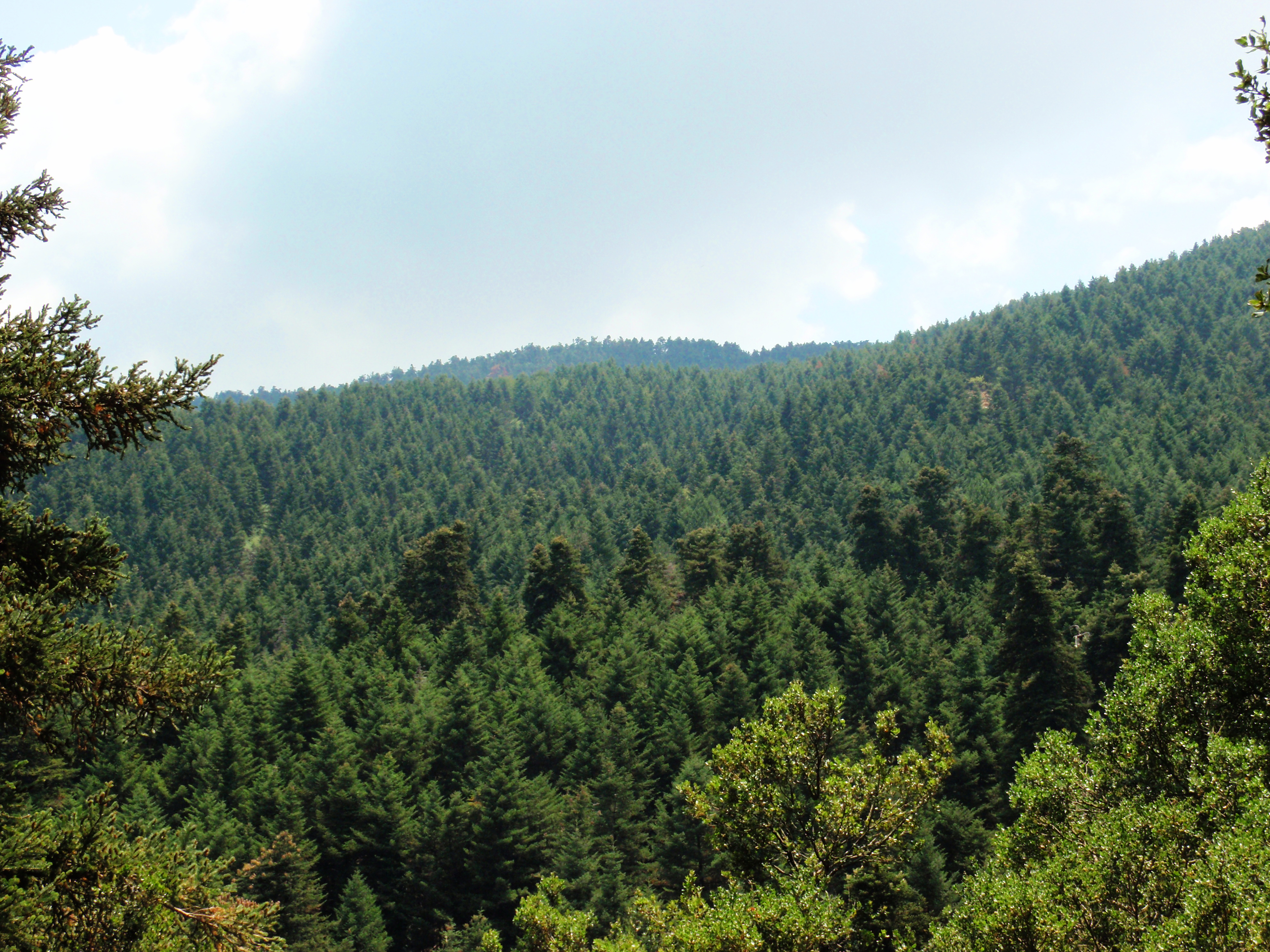
Fustaia a Cefalonia
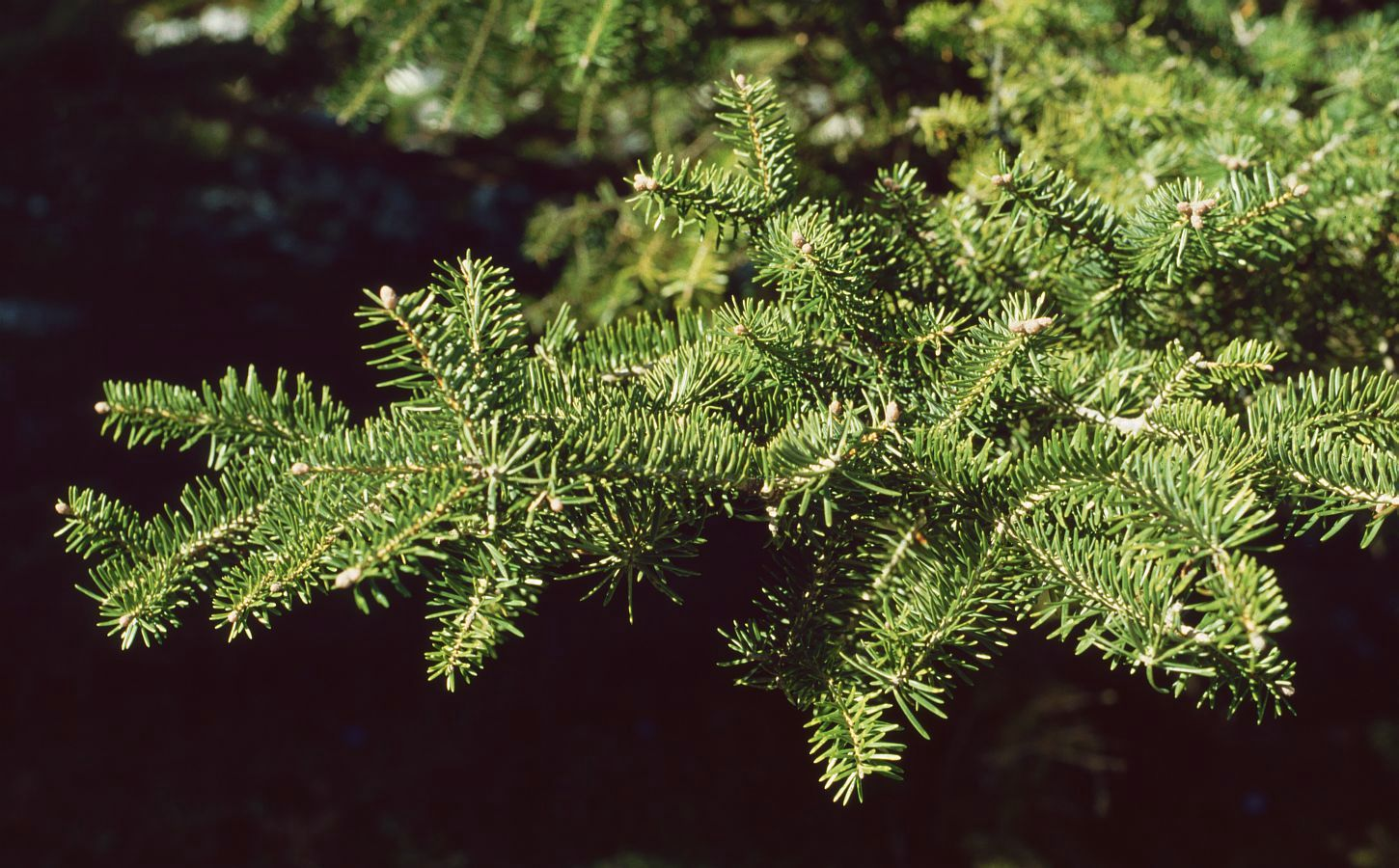
Dettaglio di ramo
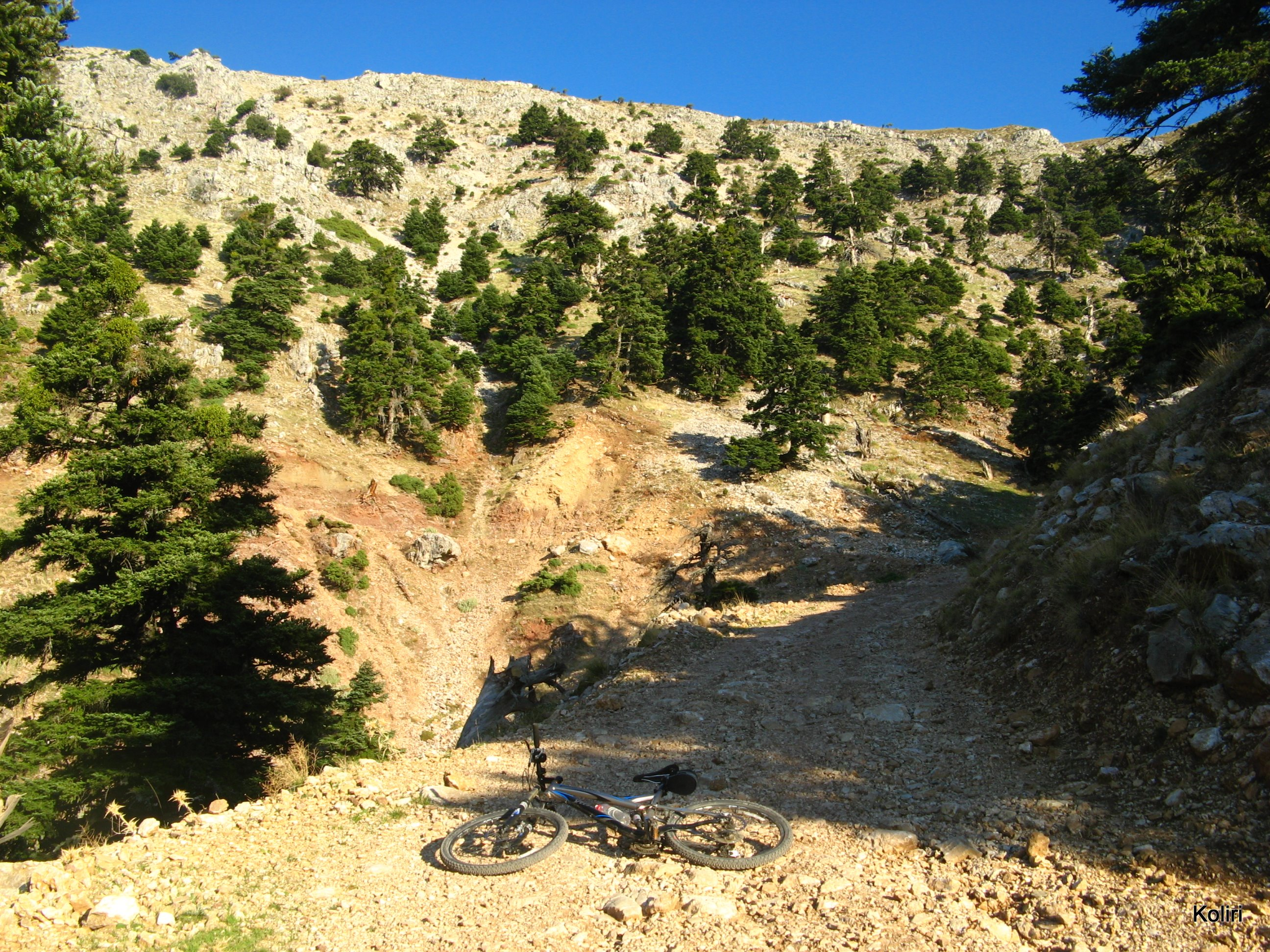
Bosco rado